# Lac de Mezzola

Le lac de Mezzola (en italien : lago di Mezzola) est un petit lac italien de la région de la Lombardie.

## Géographie
Le lac se situe entre le Pian di Spagna, au sud, qui le sépare du lac de Côme et est d'importance écologique des habitats humides,  et le Piano di Chiavenna vers le nord  jusqu'à Chiavenna. Les deux sont traversés par la rivière Mera, principal  tributaire  et émissaire qui le relie le Lac de Côme. Le lac possède deux autres tributaires mineurs, le Codera, qui traverse le val Codera avant d'entrer dans le lac à Novate Mezzola, et la Ratti, qui traverse la valle dei Ratti et entre dans le lac vers le sud à Verceia. Le Lac de Mezzola et le Pian di Spagna, forment la Réserve Naturelle de Pian di Spagna et Lac de Mezzola (it).
Autrefois, cette région faisait partie de la branche nord du lac de Côme, qui s'étendait vers le nord jusqu'à Samolaco, connu dans l'antiquité comme Summus Lacus, c'est-à-dire la « tête du lac ». Par la suite les fréquentes inondations de l'Adda ont déposé des alluvions formant le Pian di Spagna, qui sépare les deux lacs.
Le lac comprend les localités de Novate Mezzola vers le nord, Verceia, San Fedele et Bocca d'Adda, sur la rive orientale, et à l'ouest Dascio et Albônico, (frazioni de la commune de Sorico). Le Tempietto di San Fedelino, datant du xe siècle est sur la rive nord.
Différentes variétés de poissons peuplent le lac : brochet, perche, tanche,  carpe et scardinius.